# Il trenino (programma televisivo)
Il trenino è stato un programma televisivo contenitore italiano per ragazzi della Rete 1, trasmesso dal gennaio 1978 al 1981 dal lunedì al venerdì, ogni pomeriggio alle 18:15 per due edizioni.

## Il programma
Il programma, secondo una logica di flusso, era caratterizzato da giochi in studio, rubriche e gag, e si proponeva di lanciare i vari telefilm e cartoni animati della rete. L'edizione del 1978 era condotta da Regina Bianchi, Mela Cecchi, Andrea Lala, Marcantonio Graffeo e Nadia Martini, andando in onda per un certo periodo, ancora in bianco e nero.
Nella seconda edizione, partita il 4 dicembre 1979, si aggiunsero a Mela Cecchi e Marcantonio Graffeo, Paolo Stramacci e Ornella Grassi.
La sigla di testa Trenino va era cantata da Christian De Sica; quella di coda Paletta Palletta, da Mita Medici.

## Curiosità
Alla trasmissione venne associata una rivista omonima pubblicata da Rai Eri che durò un anno. Nel 1979 si trasformò in TV Junior e cambiò target, venendo indirizzata a bambini più grandi, mantenendo il logo del trenino sul titolo, il quale sparì definitivamente l'anno successivo.